# Гавайи 5.0 (3-й сезон)
Третий сезон американского телесериала «Гавайи 5.0», премьера которого состоялась на канале CBS 24 сентября 2012 года, а заключительная серия вышла 20 мая 2013 года, состоит из 24 эпизодов. Шоу является ремейком телесериала 1968-80 годов.
Телесериал был разработан Питером М. Ленковым, Алексом Куртцманом и Роберто Орси. Сериал рассказывает о работе специального подразделения полиции под руководством бывшего морского офицера Стива Макгарретта (Алекс О’Лафлин) на Оаху.

## В ролях

### Основной состав
- Алекс О’Лафлин — Стив Макгарретт
- Скотт Каан — Дэнни «Дэнно» Уильямс
- Дэниел Дэ Ким — Чин Хо Келли
- Грейс Пак — Коно Калакауа
- Маси Ока — доктор Макс Бергман
- Мишель Борт — Кэтрин Роллинз

### Второстепенный состав
| - Рейко Эйлсворт — доктор Малия Вэйнкрофт - Уильям Болдуин — Фрэнк Делано - Деннис Чун — сержант Дюк Лукела - Марк Дакаскос — Во Фат - Иэн Энтони Дейл — Адам Ношимури - Дэниел Хенни — Майкл Ношимури - Тейлор Грубс — Грейс Уильямс - Ричард Т. Джонс — губернатор Сэм Деннинг - Кристин Лахти — Дорис Макгаррет | - Уилл Юн Ли — Санг Мин - Тэрин Мэннинг — Мэри Энн Макгарретт - Тэйлор Уайли — Камекона - Брайан Янг — Чарли Фонг - Терри О’Куинн — Джо Уайт - Карлос Бернард — агент Крис Ченнинг - Джастин Брюнинг — Уильям Харрингтон - Отем Ризер — доктор Габриэль Асано |

## Эпизоды
| № общий | № в сезоне | Название                                           | Режиссёр             | Автор сценария                             | Дата премьеры    | Произв. код | Зрители в США (млн) |
| --- | ---------- | -------------------------------------------------- | -------------------- | ------------------------------------------ | ---------------- | ----------- | ------------------- |
| 48 | 1          | «La O Na Makuahine» «День матери»                  | Брайан Спайсер       | Питер М. Ленков                            | 24 сентября 2012 | 301         | 8,06                |
| В этой серии показано развитие событий прошлого сезона. Чин Хо Келли должен одновременно спасти свою жену Малию и свою кузину Коно, похищенных Фрэнком Делано. Стив Макгаррет находит свою мать и выясняет, что она и есть «Шелборн». Фрэнк Делано устраивает Во Фату побег и рассказывает ему о местонахождении «Шелборна». На улицах Гонолулу звучат выстрелы, но Дэнно всё равно не хочет уезжать в Лас-Вегас и готов встретиться со своей бывшей женой в суде, чтобы обсудить изменение условий опеки над Грейс. |            |                                                    |                      |                                            |                  |             |                     |
| 49 | 2          | «Kanalua» «Сомнение»                               | Фред Туа             | Джо Хэлпин                                 | 1 октября 2012   | 302         | 7,95                |
| Похороны Малии проходят по традиционному гавайскому обряду. Сразу же после этого Отдел 5.0 вызывают на место преступления: совершено дерзкое ограбление картинной галереи, есть заложники. Владелец галереи утверждает, что украдены только малоценные литографии. В процессе расследования Стив и Дэнни обращаются за консультацией к старому преступнику Августу Марчу (который уже появлялся во втором сезоне). Пока Марч водит Отдел 5.0 за нос, число жертв продолжает увеличиваться. В итоге полиция раскрывает преступления Марча, а одну из заложниц удаётся спасти. Тем временем, Стив просит Кэтрин выяснить «по своим каналам», где может скрываться его мать. Кэтрин выполняет просьбу и результат очень удивляет Стива. |            |                                                    |                      |                                            |                  |             |                     |
| 50 | 3          | «Lana I Ka Moana» «По воле волн»                   | Стив Бойам           | Элвуд Рейд                                 | 8 октября 2012   | 303         | 8,39                |
| Стив и Дэнни отправляются на океанскую рыбалку, чтобы поймать тунца, но подвергаются вооружённому нападению. Оставшись в открытом океане среди акул, в дырявой шлюпке без мотора, Макгаррет не теряет самообладания. На берегу Кэтрин обеспокоена отсутствием Стива, Чин и Коно помогают ей найти лодку, на которой уплыли Стив и Дэнни. На лодке обнаружена окровавленная одежда и Отдел 5.0 начинает расследование. Тем временем Стив и Дэнни в океане обнаруживают чужую лодку и труп, а их самих находит береговая охрана. Логически связав нападавшего и труп, полиция отправляется к семье жертвы. Отдел 5.0 успешно раскрывает преступление, а Камекона готовит для них тунца, пойманного Дэнни.                              |            |                                                    |                      |                                            |                  |             |                     |
| 51 | 4          | «Popilikia» «Невезение»                            | Кристин Мур          | Стефани Сенгапта                           | 15 октября 2012  | 304         | 8,70                |
| После посещения гадалки со своей девушкой профессиональный игрок в поло найден обезглавленным. Расследование его смерти приводит отряд 5.0 к похищению сына владельца команды, совершённому много лет назад. К удивлению Стива, он воссоединяется с матерью. Дорис раскрывает семейную тайну. Коно и Дэнни спорят о своём отношении к гадалкам и экстрасенсам. |            |                                                    |                      |                                            |                  |             |                     |
| 52 | 5          | «Mohai» «Подношение»                               | Джерри Ливайн        | Питер M. Ленков и Дэвид Волков             | 5 ноября 2012    | 307         | 7,53                |
| В ночь под 31 октября ДТП приводит к двум пропавшим жертвам, которые, по предположению отряда 5.0, могут стать невольными участниками ритуальных убийств на Хэллоуин. Макгаррет знакомит Кэтрин со своими ежегодными традициями Хэллоуина. Пока идёт расследование, Кэтрин присматривает за Грейс вместо Дэнно. Камекона, Грейс и Дэнно показываются в своих хэллоуинских костюмах. |            |                                                    |                      |                                            |                  |             |                     |
| 53 | 6          | «I Ka Wa Mamua» «Воспоминания о прошлом»           | Сильвиан Уайт        | Питер M. Ленков и Кен Соларш               | 12 ноября 2012   | 305         | 7,96                |
| Отряд 5.0 выходит на группу террористов, готовящих крупный теракт на острове. Макгаррету и Дэнни удалось поймать их главаря, но в результате погони Дэнни сталкивается лицом к лицу с преступником, у которого в руках мощная бомба с датчиком движения, он вынужден стоять, не двигаясь. Чтобы отвлечь Дэнни, Макгаррет просит его рассказать о том дне, который изменил его жизнь, чудом избежав смерти, расследуя дело о наркотиках в Нью-Джерси более десяти лет назад. |            |                                                    |                      |                                            |                  |             |                     |
| 54 | 7          | «Ohuna» «Секрет»                                   | Ларри Тенг           | Майк Шоб                                   | 19 ноября 2012   | 306         | 9,02                |
| Подросток, а также опытный компьютерный хакер, выпущен из тюрьмы для несовершеннолетних и сразу же похищен. Мэрри Энн прилетает на остров с компаньоном «в свите» - она вновь сменила профессию, но не желает видеть мать. Дорис осознает, какую сильную эмоциональную травму она нанесла дочери, подстроив свою смерть. |            |                                                    |                      |                                            |                  |             |                     |
| 55 | 8          | «Wahineʻinoloa» «Дьяволица»                        | Стив Бойм            | Стефани Сенгапта и Кортни Кемп Агбо        | 26 ноября 2012   | 308         | 10,30               |
| Доверяя инстинктам, Макгаррет одержим доказать вину психиатра-манипулятора, потенциально ответственного за страшную смерть одного из своих пациентов, хотя нет никаких доказательств её причастности к убийству. После взлома аккаунта бывшего коллеги, сейчас уже отстраненного агента Ченнинга, для получения информации по местонахождению Дорис, Кэтрин вынуждена противостоять ему. Дорис грозит опасность, когда один из объектов её убийств, считавшийся мертвым, оказывается жив, и он возвращается на Гавайи, пылающий жаждой отомстить. |            |                                                    |                      |                                            |                  |             |                     |
| 56 | 9          | «Haʻawe Make Loa» «Жажда смерти»                   | Гвинет Хордер-Пейтон | Билл Хейнс                                 | 3 декабря 2012   | 311         | 9,32                |
| Отряд 5.0 берется за два дела одновременно: Дэнни расследует дело о преследователе после того, как одна из моделей, рекламирующих женское нижнее белье, получает письмо с угрозами. А Макгаррет, Чин Хо и Коно расследуют ограбление банка, где украденная сумма денег довольно невелика и впоследствии без труда найдена. Макс идет на свидание при очень необычных обстоятельствах. |            |                                                    |                      |                                            |                  |             |                     |
| 57 | 10         | «Huakaʻi Kula» «Поход»                             | Эрик Ланёвилль       | Мишель Фазекас и Тара Баттерс              | 10 декабря 2012  | 309         | 9,84                |
| Макгаррет и Дэнни сопровождают в походе группу девочек-скаутов, среди которых и Грейс. Они натыкаются на раненого туриста, который впоследствии стреляет в Дэнни, берет Стива и одну из девочек в заложники для того, чтобы найти что-то в джунглях. Коно встречает недавно выпущенного из тюрьмы брата Адама Ношимури, отсидевшего десять лет за убийство, который не сильно в восторге от планов брата. |            |                                                    |                      |                                            |                  |             |                     |
| 58 | 11         | «Kahu» «Защитник»                                  | Брайан Спайсер       | Ноа Нельсон                                | 17 декабря 2012  | 312         | 10,54               |
| Когда кто-то пытается угнать машину Макгаррета, он и Кэтрин встречают мальчика, отец которого пропал и может быть в смертельной опасности в лесной глуши Оаху. |            |                                                    |                      |                                            |                  |             |                     |
| 59 | 12         | «Kapu» «Запрет»                                    | Стивен ДеПол         | Дэвид Волков                               | 14 января 2013   | 313         | 9,59                |
| Профессор химии найден мертвым в кислоте. Коно назначают ответственной по защите Санг Мина, вернувшегося на Гавайи дать свидетельские показания в деле федеральной юрисдикции. Дэнни вынужден присмотреться к приехавшему на остров племяннику. |            |                                                    |                      |                                            |                  |             |                     |
| 60 | 13         | «Olelo HoʻOpaʻI Make» «Смертный приговор»          | Стив Бойм            | Стив Квик                                  | 20 января 2013   | 315         | 13,03               |
| Чина похищают среди ночи, он оказывается в тюрьме в качестве заключенного. Чин должен найти способ выбраться оттуда, пока остальные заключенные не поняли, что он из полиции. |            |                                                    |                      |                                            |                  |             |                     |
| 61 | 14         | «Hana I WaʻIa» «Скандал»                           | Ларри Тенг           | Майк Шоб                                   | 21 января 2013   | 310         | 9,85                |
| Накануне выборов, Губернатор просит отряд 5.0 провести секретное расследование убийства проститутки, тело которой нашли в постели пропавшего члена конгресса. Дэнни в суде намерен добиться частичной опеки над Грейс. |            |                                                    |                      |                                            |                  |             |                     |
| 62 | 15         | «Hookman» «Крюк»                                   | Питер Уэллер         | Джо Хэлпин                                 | 4 февраля 2013   | 315         | 9,86                |
| Отряд 5.0 выслеживает таинственного человека, убивающего «избранных» офицеров полиции ради мести. Макгаррет следующий в его списке. |            |                                                    |                      |                                            |                  |             |                     |
| 63 | 16         | «Kekoa» «Воин»                                     | Ларри Тенг           | Эл Септин и Тури Мейер                     | 11 февраля 2013  | 316         | 9,64                |
| Дочь убитого знатока Луа (древняя гавайская борьба) обращается в Отряд 5.0 за помощью. Стив нанимает частного детектива следить за своей матерью. |            |                                                    |                      |                                            |                  |             |                     |
| 64 | 17         | «Pa'ani» «Игра»                                    | Джеффри Дж. Хант     | Дэвид Волков и Кайл Харимото               | 18 февраля 2013  | 317         | 9,11                |
| На Гавайях неделя футбола, и пока Дэнни зациклен на победе, Отряд 5.0 расследует убийство с помощью «звездного» футболиста. |            |                                                    |                      |                                            |                  |             |                     |
| 65 | 18         | «Na Ki'i» «Куклы»                                  | Дуэйн Кларк          | Майкл Рейш и Стефани Сенгупта              | 18 марта 2013    | 318         | 8,99                |
| Женщина выпала из окна. Чтобы вычислить преступника, Кэтрин приходится действовать под прикрытием. |            |                                                    |                      |                                            |                  |             |                     |
| 66 | 19         | «Hoa Pili» «Близкий друг»                          | Джефф Кадиенте       | Ричард Артур и Кайл Харимото               | 25 марта 2013    | 319         | 8,61                |
| Когда угрозы против туркомпании, которая подвергает опасности местную популяцию акул, приводят к убийству, перед Отрядом 5.0 встает трудная задача сузить список подозреваемых. Тем временем команда спорит о том, сможет ли Камекона получить разрешение на управление вертолетом. |            |                                                    |                      |                                            |                  |             |                     |
| 67 | 20         | «Olelo Pa'a» «Обещание»                            | Джо Данте            | Кен Соларш и Питер М. Ленков               | 15 апреля 2013   | 320         | 7,65                |
| Эпизод показывает события, произошедшие до пилотного эпизода. МакГаррет и Кэтрин приезжают в Северную Корею за прахом погибшего друга, Стив рассказывает о его последнем смертельно опасном задании. |            |                                                    |                      |                                            |                  |             |                     |
| 68 | 21         | «Imi Loko Ka 'Uhane» «Журналистское расследование» | Брайан Спайсер       | Билл Хэйнс                                 | 29 апреля 2013   | 321         | 7,76                |
| Отряд 5.0 разрешает ведущей ток-шоу и её команде сопровождать их в течение дня, но расследование принимает опасный оборот, когда у них происходит стычка с Во Фатом. |            |                                                    |                      |                                            |                  |             |                     |
| 69 | 22         | «Ho'opio» «Плен»                                   | Стив Бойм            | Питер М. Ленков и Ноа Нельсон              | 6 мая 2013       | 322         | 8,01                |
| Было обнаружено тело молодой девушки, которая была похищена 10 лет назад, Пять-0 должны выследить похитителей, которые взяли следующую жертву. Тем временем Коно спрашивает об одолжении Кэтрин, которое может нанести ущерб её отношениям с Адамом. |            |                                                    |                      |                                            |                  |             |                     |
| 70 | 23         | «He Welo ʻOihana» «Семейные дела»                  | Ларри Тенг           | Эрик Гуггенхейм                            | 13 мая 2013      | 323         | 7,86                |
| МакГаррет помогает матери вернуть разоблачительную микроплёнку. Подобравшись близко к тайне Адама, Коно понимает, что может оказаться в большой опасности. |            |                                                    |                      |                                            |                  |             |                     |
| 71 | 24         | «Aloha. Malama Pono» «Прощай и береги себя»        | Брайан Спайсер       | Питер М. Ленков, Кен Соларш и Дэвид Волков | 20 мая 2013      | 324         | 9,00                |
| Четыре трупа найдены на борту самолета, перевозившего заключенных-террористов, которые, в свою очередь, пропали. Тем временем на встрече с Во Фатом МакГаррет делает шокирующее открытие. |            |                                                    |                      |                                            |                  |             |                     |